# Pioneer 11
Pioneer 11 (tudi Pioneer G) je bila druga vesoljska sonda Nasinega Programa Pioneer (za svojo dvojnico Pioneer 10). Namenjena je bila  raziskovanju Jupitra in da kot prva sonda prispe do Saturna in  njegovih obročev. Pioneer 11 je s pomočjo Jupitrove gravitacije, pospešil do planeta Saturn. Vesoljski sondi je uspel let mimo Saturna, nato pa je nadaljevala svoje potovanje iz našega Osončja.